# Erechthias lychnopa
Erechthias lychnopa är en fjärilsart som beskrevs av Edward Meyrick 1927. Erechthias lychnopa ingår i släktet Erechthias och familjen äkta malar. Inga underarter finns listade i Catalogue of Life.